# Android Oreo
Android «Oreo» (кодове ім'я Android O під час розробки) — восьма основна версія мобільної операційної системи Android. Перше альфа-тестування для розробників відбулось у березні 2017 року та публічний реліз 21 серпня 2017 року.
Google зробила статуетки десертної тематики, встановивши їх на 14 Street Park у Манхетені, на місці закритої оригінальної фабрики Nabisco, де вперше створили печиво Oreo-
Sony Xperia XZ1 — перший смартфон з превстановленою Oreo.

## Історія

Логотип Android 8.0 Oreo

Версія Android Oreo була внутрішньо закодована під назвою «Oatmeal Cookie» (вівсяне печиво). 21 березня 2017 року, компанія Google випустила першу попередню версію Android «O», доступну для Nexus 5X, Nexus 6P, Nexus Player, Pixel C і смартфонів Pixel. Наступна версія, що вважається бета-релізом, була випущена 17 травня 2017 року. Третій попередній реліз був випущений 8 червня 2017 року, який став остаточною версією API. У новому API рівня 26 змінився інтерфейс камери, рівень Wi-Fi та стільникового зв'язку повернулися на панель стану, додано стилізовані сповіщення, додано анімацію акумулятора в розділі «Налаштування»: акумулятор, нова піктограма та темніший фон для програми «Годинник».
24 липня 2017 року був випущений четвертий попередній реліз, який містив остаточну поведінку системи, останні виправлення та оптимізацію помилок. Android «O» була офіційно випущена 21 серпня 2017 року під назвою «Oreo». Статуя нової версії була представлена на промо-акції через дорогу від ринку Челсі в Нью-Йорку — будівлі, де раніше розташовувався завод Nabisco, який вперше виготовляв печиво Oreo. У той же день були випущені заводські зображення для сумісних пристроїв Pixel і Nexus. Sony Xperia XZ1 і Sony Xperia XZ1 Compact були першими пристроями, доступними з попередньо встановленою Oreo.
Android 8.1 був випущений в грудні 2017 року для пристроїв Pixel і Nexus, де відбулися незначні виправлення помилок та зміни інтерфейсу користувача.
Починаючи з 2021 року компанія Google перестала оновлювати систему безпеки для Android 8.0-8.1 Oreo

## Особливості

### Користувацький досвід
Сповіщення можна відкласти, а також об'єднати в тематичні групи, відомі як «канали». Функція «Основні поточні» впорядковує сповіщення за пріоритетом, закріплюючи найважливіші програми у верхньому слоті. Android Oreo містить інтегровану підтримку режиму picture-in-picture. Застосунок «Налаштування» має новий дизайн, зменшений розмір, білу тему та глибшу категоризацію різних налаштувань, а налаштування мелодії дзвінка, будильника та звуку сповіщень тепер містять опцію додавання користувацьких звуків до списку. Також можна налаштувати відображення спливаючих підказок.
Оновлення Android 8.1 підтримує відображення відсотків заряду батареї для підключених Bluetooth-пристроїв, робить відтінок сповіщень злегка напівпрозорим і затемнює екранні клавіші навігації, щоб зменшити ймовірність вигоряння.

### Платформи
В Android Oreo додано підтримку технології Neighborhood Aware Networking (NAN) для Wi-Fi на основі Wi-Fi Aware, Bluetooth 5, широку кольорову гаму в додатках, API для автозаповнювачів, підтримку багатозадачності та Google Browsing для WebViews, API для інтеграції на системному рівні для VoIP-додатків, а також запуск дій на віддалених дисплеях. Android Runtime (ART)забезпечує покращення продуктивності. Android Oreo містить додаткові обмеження на фонову активність програм для покращення часу автономної роботи. Застосунки можуть визначати «адаптивні іконки» для контейнерів різної форми, визначених темами, як-от кола, квадрати та сквіркли.
Android Oreo додає нативну підтримку Advanced Audio Coding, aptX, aptX HD та LDAC Bluetooth кодеків. Android Oreo підтримує нові емодзі, які були включені до стандарту Unicode 10. Також було представлено новий шрифт емодзі, в якому, зокрема, змінено дизайн фігур обличчя на традиційну круглу форму, на противагу дизайну «краплини», який було представлено в KitKat.
Базову архітектуру Android було переглянуто таким чином, щоб низькорівневий, специфічний для виробника код для підтримки апаратного забезпечення пристрою можна було відокремити від фреймворку ОС Android за допомогою шару апаратних абстракцій, відомого як «інтерфейс виробника». Інтерфейси постачальників повинні бути сумісними з майбутніми версіями Android. Ця нова архітектура, названа Project Treble, дозволяє швидше розробляти та розгортати оновлення Android для пристроїв, оскільки постачальникам потрібно буде лише внести необхідні зміни до свого програмного забезпечення. Всі пристрої, що постачаються з Oreo, повинні підтримувати інтерфейс виробника, але ця функція є необов'язковою для пристроїв, які оновлюються до Oreo з більш ранньої версії. Систему «безшовних оновлень», запроваджену в Android 7.0, також було модифіковано, щоб завантажувати файли оновлень безпосередньо до системного розділу, замість того, щоб спочатку завантажувати їх до користувацького розділу. Це зменшує вимоги до місця для зберігання системних оновлень.
Android Oreo представляє нову систему автоматичного відновлення, відому як «Rescue Party»; якщо операційна система виявить, що основні компоненти системи постійно виходять з ладу під час запуску, вона автоматично виконає серію кроків відновлення, що наростають поетапно. Якщо всі кроки автоматичного відновлення вичерпано, пристрій перезавантажиться в режим відновлення і запропонує виконати скидання до заводських налаштувань.
Оновлення Android 8.1 також представляє neural network API, який призначений для «надання програм з апаратним прискоренням для операцій машинного навчання на пристрої». Цей API призначений для використання з платформами машинного навчання, такими як TensorFlow Lite, та спеціалізованими співпроцесорами, такими як Pixel Visual Core (наявний у смартфонах Google Pixel 2, але неактивний до встановлення версії 8.1), але він також забезпечує резервний режим роботи Центрального процесора.

### Android Go
Для Oreo було представлено спеціальний дистрибутив для малопотужних пристроїв, відомий як Android Go; він призначений для пристроїв з 1 ГБ оперативної пам'яті або менше. Цей режим має оптимізацію платформи, покликану зменшити використання мобільних даних (включно з увімкненням режиму економії даних за замовчуванням), а також спеціальний набір Мобільні сервіси Google, розроблений для меншого споживання ресурсів та пропускної здатності мережі. У Google Play Store також можна знайти «легші» версії застосунків, які підходять для цих пристроїв. Інтерфейс операційної системи також змінено: на панелі швидких налаштувань з'явилася більш помітна інформація про заряд акумулятора, ліміт мобільних даних та доступну пам'ять, меню нещодавніх програм має змінений макет і обмежується чотирма програмами (для зменшення споживання оперативної пам'яті), а також API, що дозволяє операторам мобільного зв'язку впроваджувати відстеження даних і поповнення рахунку в меню налаштувань Android Сервіси Google Play також було змінено, щоб зменшити обсяг пам'яті, яку вони займають.
Android Go стала доступною для OEM-виробників для Android 8.1.

### Безпека
В Android Oreo кілька функцій безпеки, що надаються службами Google Play, об'єднано під загальною назвою «Google Play Protect», зокрема автоматичне сканування Google Play Store і додатків, що завантажуються збоку, а також диспетчер пристроїв Android, який тепер називається «Знайти мій пристрій». На відміну від єдиного загальносистемного налаштування, що дозволяє встановлювати програми з джерел за межами Google Play Store, ця функція тепер реалізована як дозвіл, який можна надати окремим програмам (наприклад, клієнтам сторонніх сховищ програм, таких як Amazon Appstore і F-Droid). Підтверджене завантаження тепер включає функцію «Захист від відкату», яка застосовує обмеження на відкат пристрою до попередньої версії Android, спрямовану на запобігання потенційному злодієві обійти заходи безпеки, встановивши попередню версію операційної системи, в якій вони не застосовуються.